# Сомалийская белоглазка
Сомалийская белоглазка (лат. Zosterops abyssinicus) — вид воробьиных птиц из семейства белоглазковых (Zosteropidae).

## Распространение
Обитают на северо-востоке Африки (от северо-востока Судана на юг через Эритрею и Эфиопию север Сомали и Кению до северо-востока Танзании) и на юге Аравии (на юго-западе Саудовской Аравии, в Йемене и на юге Омана), а также на острове Сокотра.

## Описание
Длина тела 10—12 см. Верхняя сторона тела зелёная (более темная и более серая у северных популяций). Вокруг глаза имеется тонкое белое кольцо, между клювом и глазом пролегает тонкая чёрная линия. Окраска нижней стороны в зависимости от популяции варьирует от бледно-жёлтого до серо-белого.

## Биология
Питаются преимущественно насекомыми, а также пьют цветочный нектар.

## Охранный статус
МСОП присвоил виду охранный статус «Вызывающие наименьшие опасения» (LC).